# نيريو راموس
نيريو راموس (بالبرتغالية: Nereu de Oliveira Ramos‏) رئيس البرازيل التاسع عشر، حكم البرازيل لفترة قصيرة عامي 1955-1956 خلفاً للرئيس كارلوس لوز.
جاء بعده الرئيس جوسيلينو كوبيتشيك.

## معرض صور

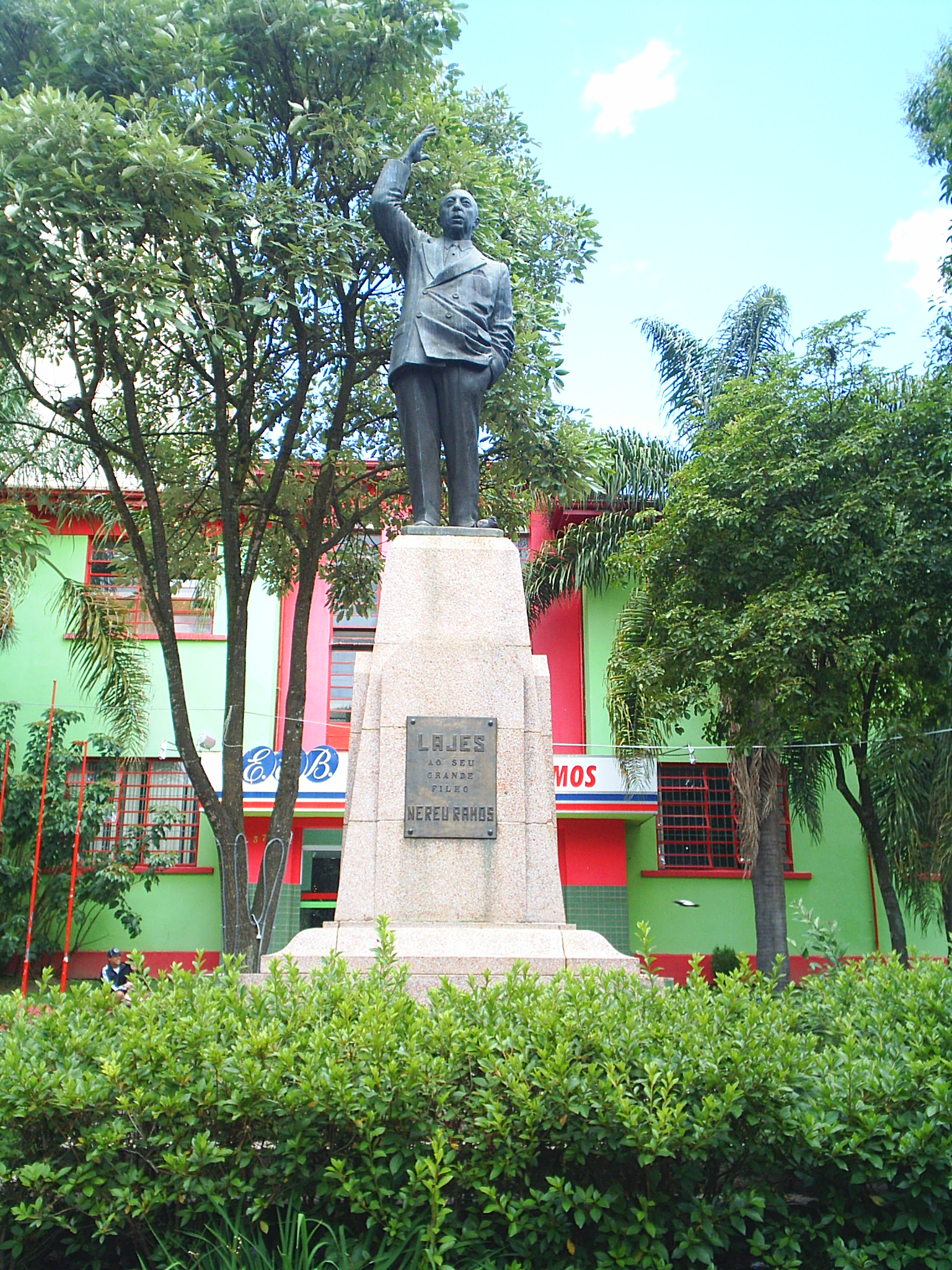
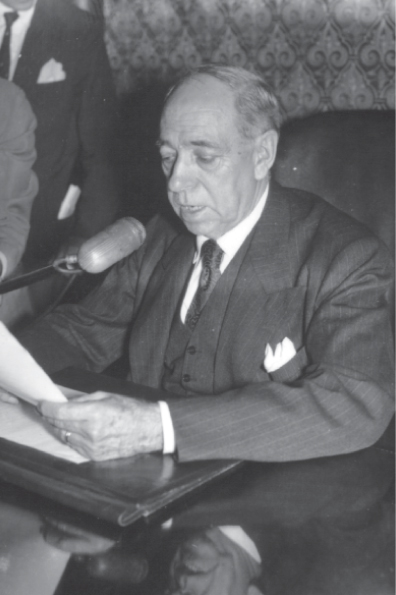